# Nella Buscot
Nella Buscot es una escultora y farmacéutica francesa, nacida en Montpellier. 

## Datos biográficos
Nella Buscot pasó su infancia jugando con barro, el color, la forma. Un detalle importante, vivía cerca de la casa del famoso escultor de Béziers del siglo XIX , Jean-Antoine Injalbert, que ella visitó a la edad de dos años, con su jardín lleno de "sátiros".
Después de estudiar en la Facultad de Farmacia de Montpellier (diploma de farmacéutico del estado en 1976, un diploma de Estado de audífonos en 1977 y Doctor en Farmacia de la Universidad en 1981), Nella Buscot se convierte en editora de la revista Les Actualités Pharmaceutiques. Ella se dedicó a la pintura y tras encontrar barro en un tarro de cerámica, comenzó a modelar. Completamente autodidacta, poco a poco abandonó la pintura, y después la farmacia para dedicarse a la escultura .
Sus referencias artísticas son esencialmente del siglo XIX : Jean-Baptiste Carpeaux, Jean-Antoine Injalbert y Jules Dalou.